# Elysia (djur)
Elysia är ett släkte av snäckor som beskrevs av Risso 1818. Elysia ingår i familjen solbadarsnäckor.
Några arter inom släktet har förmågan till en ovanlig form av autotomi. Unga exemplar av dessa arter släpper inte bara en extremitet utan hela kroppen inklusive hjärtat. Huvudet börjar äta alger efter några få timmar. Kroppsdelen med hjärtat är återställd efter cirka sju dagar och resten av kroppen finns åter efter ungefär tjugo dagar. Huvuden av äldre exemplar kan däremot inte äta och de dör efter cirka tio dagar. Även den frigivna kroppen kan överleva flera dagar eller sällen några månader. Vid kroppen skapas inget nytt huvud.
Arter enligt Catalogue of Life och Dyntaxa:
- Elysia canguzua
- Elysia catulus
- Elysia chlorotica
- Elysia cornigera
- Elysia crispata
- Elysia evelinae
- Elysia hedgpethi
- Elysia marginata
- Elysia ornata
- Elysia papillosa
- Elysia patina
- Elysia picta
- Elysia serca
- Elysia subornata
- Elysia tuca
- Blåprickig solbadare

## Bildgalleri

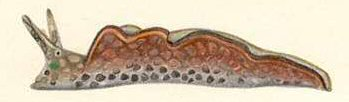
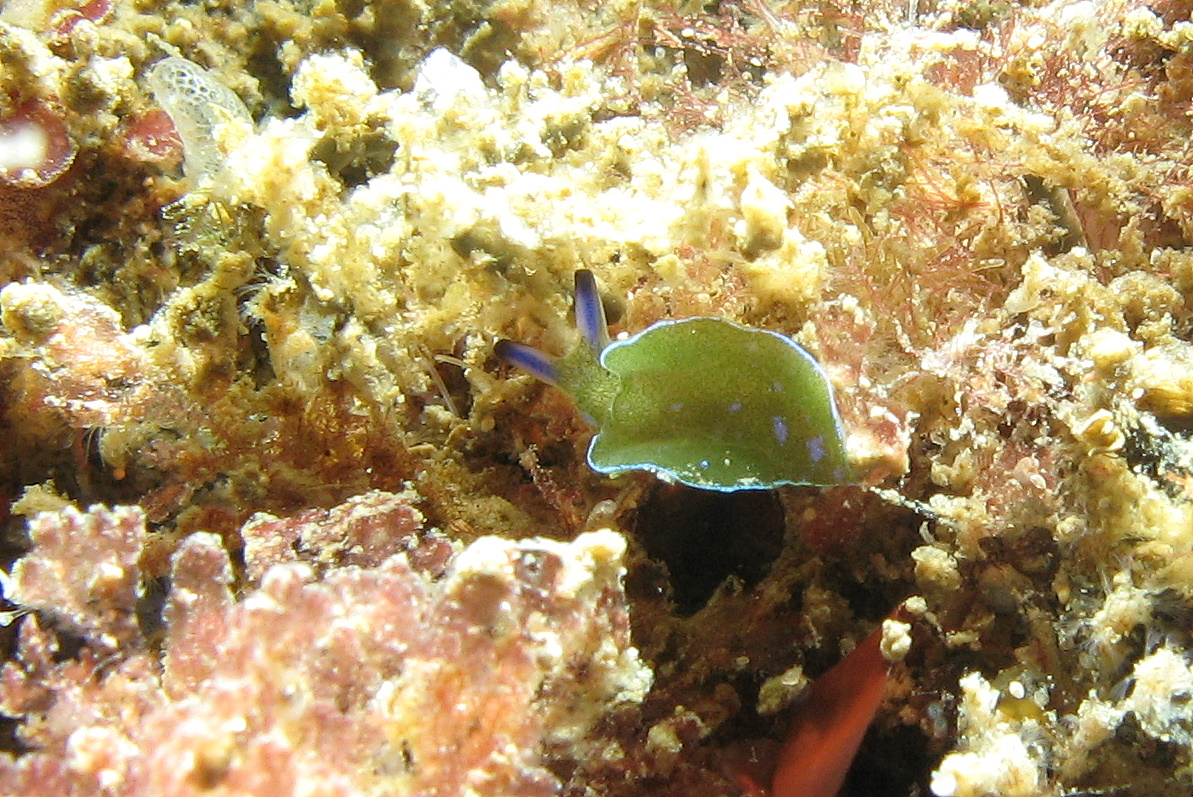
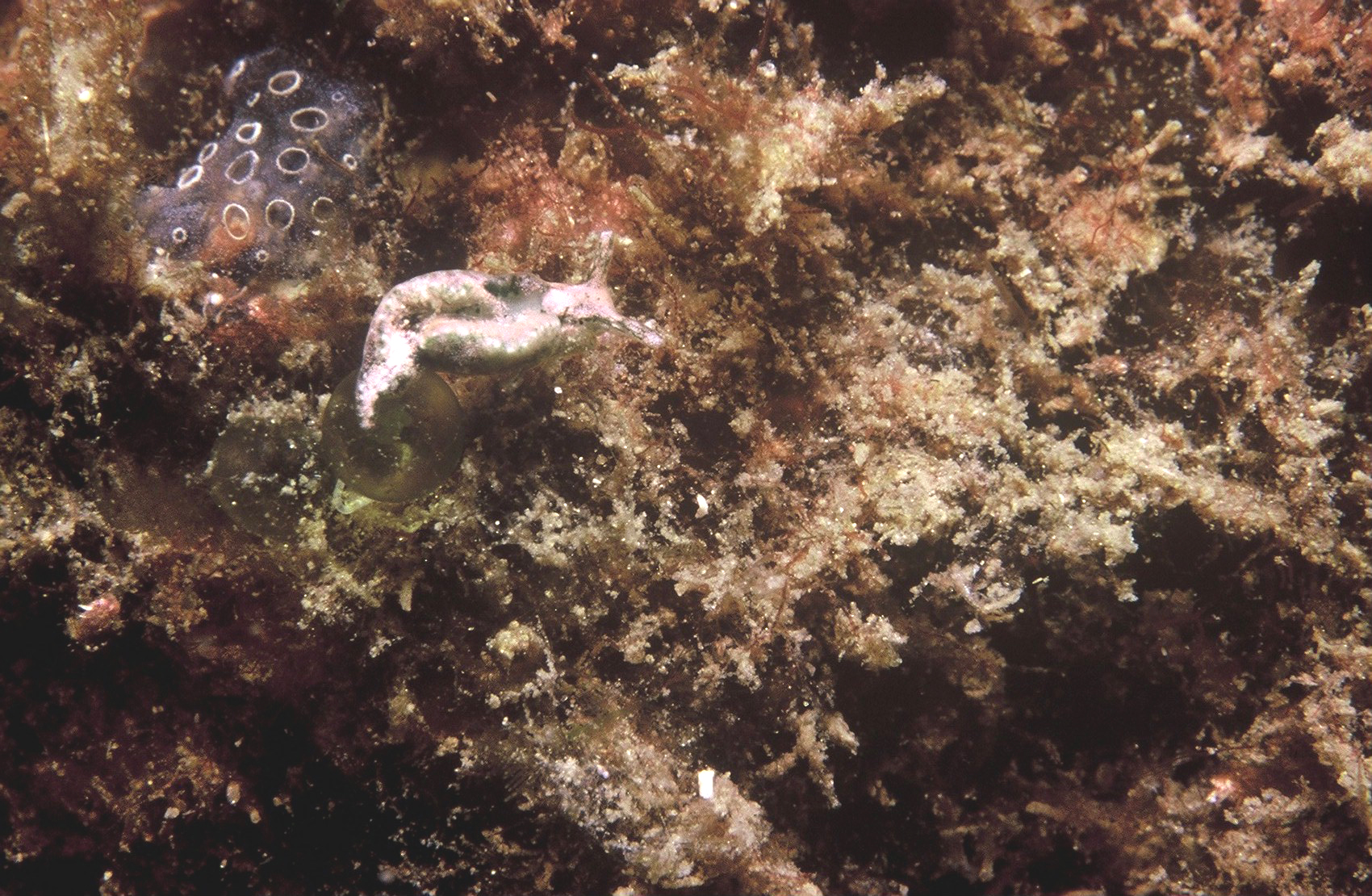
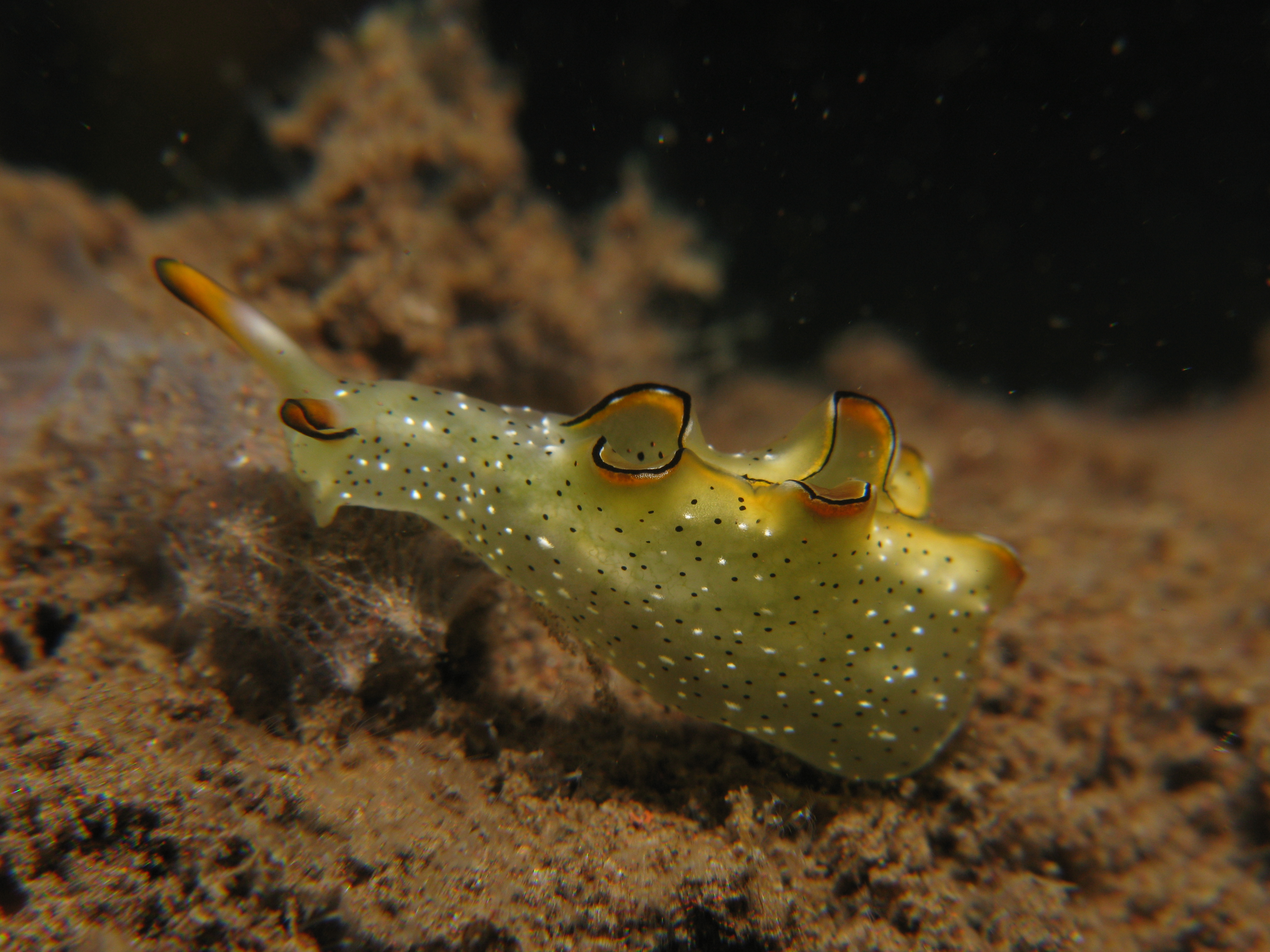
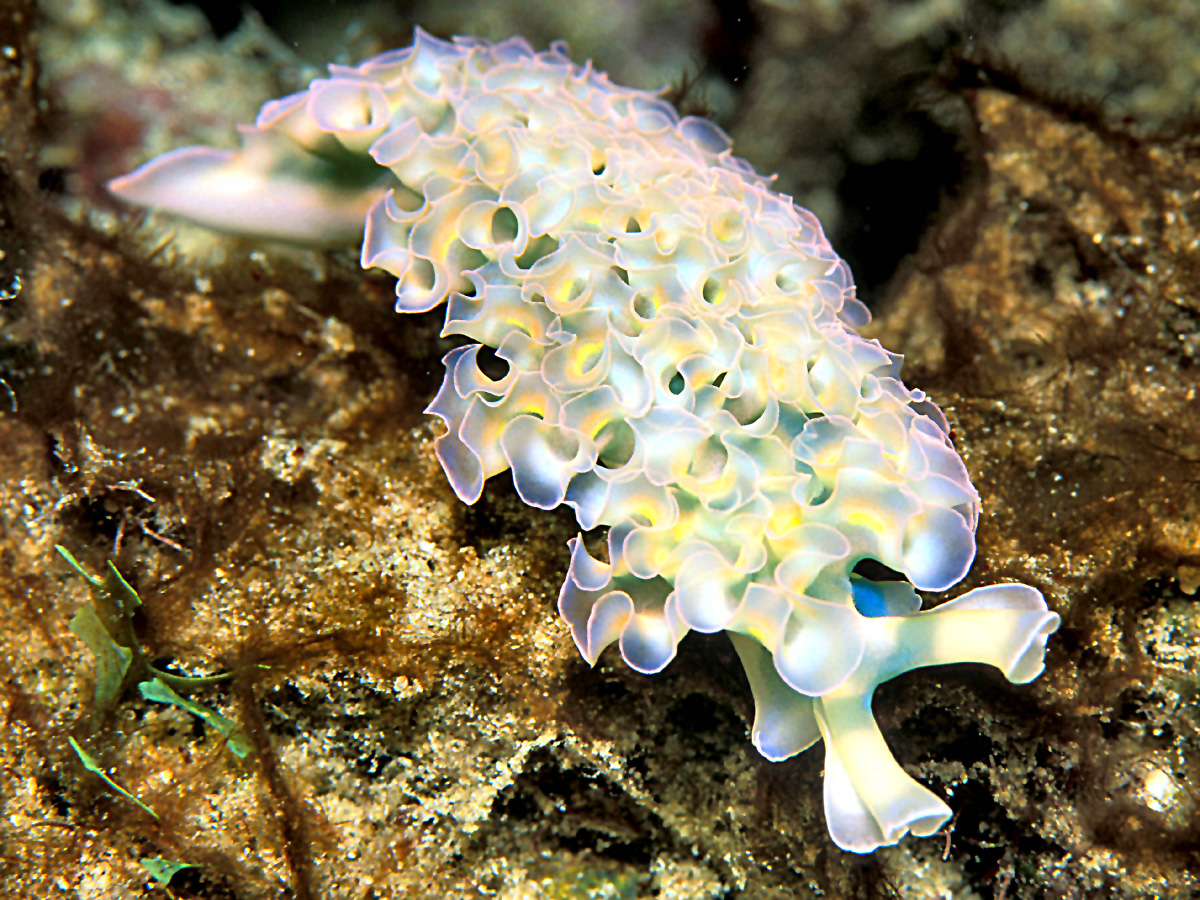